# Liste d'artistes de musique soul
Cet article contient une liste alphabétique d'artistes de musique soul.
- Haut – A
- B
- C
- D
- E
- F
- G
- H
- I
- J
- K
- L
- M
- N
- O
- P
- Q
- R
- S
- T
- U
- V
- W
- X
- Y
- Z

## 0-9
- The 5th Dimension[1]
- 98 Degrees[2]

## A
- Aaliyah[3]
- Johnny Adams[4]
- Oleta Adams[5]
- Adele[6]
- Sade Adu[7]
- Arthur Alexander[8]
- Shola Ama[9]
- Archie Bell and the Drells[10]
- Ashford & Simpson[11]
- Kylie Auldist[12]

## B
- Babyface[13]
- Erykah Badu[14]
- Philip Bailey[15]
- Corinne Bailey Rae[16]
- The Bar-Kays[17],[18]
- Fontella Bass[17]
- William Bell[13],[19]
- Ben l'Oncle Soul[20]
- Regina Belle[19]
- Brook Benton[21]
- Richard Berry[22]
- Bobby Blue Bland[17]
- Mary J. Blige[23]
- Bloodstone[24],[25]
- Eddie Bo[26]
- Booker T. and the M.G.'s[17],[27],[28]
- Charles Bradley[29]
- Toni Braxton[30]
- Leon Bridges[31]
- Bobby Brown[13]
- James Brown[13],[17],[32],[33],[34]
- Maxine Brown[35]
- Peabo Bryson[36],[37]
- Solomon Burke[13],[17],[32],[38],[39]
- Harold Burrage[40]
- Jerry Butler[41]

## C
- Cameo[42]
- Mariah Carey[13]
- James Carr[26]
- Clarence Carter[43]
- Jimmy Castor[44]
- Chairmen of the Board[45]
- Gene Chandler[46]
- Ray Charles[13],[32],[47],[48]
- The Chi-Lites[49],[50]
- Judy Clay[51]
- Lyn Collins[52]
- Arthur Conley[13]
- Sam Cooke[13],[32],[53],[54]
- Don Covay[17],[26],[55]
- King Curtis[17]

## D
- D. Train[56]
- D'Angelo[57]
- Terence Trent D'Arby[58]
- Darondo[26]
- Tyrone Davis[59],[60]
- The Delfonics[61]
- The Dells[17],[62]
- Manu Dibango[63]
- Lee Dorsey[17],[26]
- Carl Douglas[64]
- Will Downing[65]
- The Dramatics[66],[67]
- The Drifters[68]
- Duffy[6],[13]
- Henry Diaz

## E
- Lorraine Ellison[69],[70]
- The Emotions[71]
- Estelle[6]
- Betty Everett[72],[73],[74],[75]

## F
- Five Stairsteps[76]
- Roberta Flack[77]
- Eddie Floyd[13]
- The Four Tops[13]
- Inez Foxx[78]
- Inez and Charlie Foxx[78]
- Aretha Franklin[13],[17],[32],[33],[79],[80],[81]
- Erma Franklin[82]
- Funkadelic[17]

## G
- Gamble et Huff[83]
- The Gap Band[84]
- Marvin Gaye[13],[32],[85],[86]
- Macy Gray[87]
- Al Green[13],[17],[32],[88],[89]

## H
- Anthony Hamilton[90]
- Harold Melvin and the Blue Notes[13],[33]
- Donny Hathaway[33],[91],[92]
- Isaac Hayes[13],[93]
- Taylor Hicks[94]
- Lauryn Hill[95]
- Hot Chocolate[96]
- Cissy Houston[97],[98],[99]
- Whitney Houston[13],[100],[101]
- Adina Howard[102]
- Willie Hutch[103],[104]

## I
- The Impressions[33],[105]
- India.Arie[106]
- The Internet[31]
- The Intruders[107]
- The Isley Brothers[32]

## J
- Chuck Jackson[17]
- Janet Jackson[108]
- Michael Jackson[109]
- Millie Jackson[110],[111],[112],[113]
- The Jackson Five[33],[114]
- Etta James[17],[115],[116]
- Lyfe Jennings[117]
- Little Willie John[118],[119]
- Gloria Jones[120]
- Quincy Jones[121]
- Sharon Jones[17]
- Margie Joseph[122]

## K
- Kashif[123]
- Paul Kelly[124]
- Eddie Kendricks[125]
- Chaka Khan[126]
- Ben E. King[13],[127]
- Curtis Knight[128]
- Gladys Knight[129]
- Jean Knight[17]

## L
- Patti LaBelle[32],[130]
- Lianne La Havas[31]
- Denise La Salle[17]
- Bettye LaVette[131]
- Jimmy Jam et Terry Lewis[132]
- L. V.[133]
- Barbara Lynn[134]

## M
- Massive Attack[135]
- Maxwell[136]
- Curtis Mayfield[17],[32],[137]
- Daniel Merriweather[12]
- The Meters[33]
- Busi Mhlongo[138]
- Little Milton[17]
- The Miracles[13]
- Jackie Moore[139]
- Sam Moore[17]
- Van Morrison[140]

## N
- Nathaniel Rateliff and the Night Sweats[31]
- Aaron Neville[17]
- The Neville Brothers[141]
- Lisa Nilsson[142]

## O
- The O'Jays[33],[143]
- Alexander O'Neal[144]

## P
- Parliament[17]
- The Parliaments[145]
- Peaches & Herb[146]
- Ann Peebles[26],[147],[148]
- Teddy Pendergrass[149]
- Wilson Pickett[13],[17],[33],[150],[151],[152]
- Plan B[13]

## R
- Lou Rawls[153],[154]
- Otis Redding[13],[17],[155],[156],[157]
- Martha Reeves[158]
- Minnie Riperton[159]
- Archie Roach[12]
- Smokey Robinson[13],[158]
- Diana Ross[17]
- Ruff Endz[160]
- David Ruffin[161]

## T
- Howard Tate[186]
- Johnnie Taylor[17],[187],[188]
- The Temptations[13]
- Tammi Terrell[189]
- Joe Tex[13],[26],[190],[191]
- Carl Thomas[192]
- Carla Thomas[13],[193]
- Irma Thomas[17],[26]
- Tony! Toni! Toné![194]
- Allen Toussaint[26]
- Tower of Power[195]
- The Trammps[196]
- Tina Turner[13],[32]

## V
- Luther Vandross[197],[198]

## W
- Narada Michael Walden[123]
- Dee Dee Warwick[17]
- Dionne Warwick[17],[199]
- Johnny « Guitar » Watson[200]
- The Whispers[201]
- Barry White[202]
- Deniece Williams[203]
- Jackie Wilson[32]
- Amy Winehouse[6],[13]
- Bill Withers[204]
- Bobby Womack[17],[205]
- Stevie Wonder[13],[32],[33],[206]
- Betty Wright[111],[207]
- O. V. Wright[26]